# DFS Classic 2002
Il DFS Classic 2002  è stato un torneo di tennis giocato sull'erba.
È stata la 21ª edizione del DFS Classic, che fa parte della categoria Tier III nell'ambito del WTA Tour 2002.
Si è giocato al Edgbaston Priory Club a Birmingham in Inghilterra,
dal 10 al 16 giugno 2002.

## Campionesse

### Singolare
Jelena Dokić ha battuto in finale  Anastasija Myskina con il punteggio di 6–2, 6–3

### Doppio
Shinobu Asagoe /  Els Callens hanno battuto in finale  Kimberly Po-Messerli /  Nathalie Tauziat con il punteggio di 6–4, 6–3